# Chrysolina olivieri
Chrysolina olivieri is een keversoort uit de familie bladkevers (Chrysomelidae). De wetenschappelijke naam van de soort werd in 1892 gepubliceerd door Ernest Marie Louis Bedel.